# Syllis neglecta
Syllis neglecta är en ringmaskart som beskrevs av Grube 1870. Syllis neglecta ingår i släktet Syllis och familjen Syllidae. Inga underarter finns listade i Catalogue of Life.